# Eye of the Gorgon
Eye of the Gorgon (L'œil de la Gorgone) est le deuxième épisode de la première saison de la série britannique de science-fiction The Sarah Jane Adventures. À ce jour, la série n'a jamais été diffusée en France.

## Accroche
À la suite d'une rumeur colporté par la grand-mère de Clyde, toute l'équipe se retrouve à enquêter autour d'une maison de retraite qui semble visitée la nuit par de mystérieuses nonnes. Une pensionnaire donne à Luke un mystérieux médaillon.

## Résumé

### Première partie
Sarah Jane et ses jeunes compagnons enquêtent sur des apparitions de nonnes fantômes à Lavender Lawn, la maison de retraite locale. Au même moment, Chrissie, la mère de Maria revient quelques jours à la maison à la suite d'une dispute avec son amant, mais ne provoque que des complications familiales. A Lavender Lawn, une vieille dame donne à Luke un talisman ancien, qui se révèlera être la clé d'un portail dimensionnel. Ils se retrouvent alors poursuivis par un groupe de nonnes qui cachent une mystérieuse créature dans leur monastère, la gorgone. Elles finissent par kidnapper Luke et exigent sa libération en échange du talisman. Mais, alors qu'elles sont parties le chercher, le père de Maria débarque et se retrouve changé en statue par la gorgone.

### Deuxième partie
Pendant que les nonnes reviennent au monastère en possession du talisman, M. Smith explique qu'il ne reste plus que 90 minutes avant que le processus de pétrification du père de Maria ne soit irréversible. Au monastère, Luke et Clyde s'aperçoivent que la Gorgone n'est plus en forme. En effet, celle-ci ne peut pas vivre plus de 200 ans dans un hôte et celui-ci est en fin de vie. Les nonnes projettent d'ouvrir un passage vers le monde des gorgones pour qu'elles rentrent à l'intérieur des terriens et de faire de Sarah Jane la prochaine hôte de Gorgone, ayant capturée celle-ci alors qu'elle enquêtait du côté du monastère. Maria découvre grâce à Bea que le talisman peut redonner vie à une personne changée en statue, et reçoit de la vieille femme un miroir. Celui-ci servira à changer la gorgone en pierre au moment où elle tentait de prendre le corps de Sarah Jane. Les nonnes reprennent leurs esprits, Maria reprend le talisman qu'elle redonnera à Bea après avoir redonné vie à son père. Chrissie repart de la maison pour rejoindre son compagnon.

### Liens avec leWhoniverse
- Sarah Jane Smith et Bea Nelson-Stanley discutent d'Aliens, les Sontarans sont cités et les deux femmes sont d'accord pour dire qu'ils ressemblent à des patates et qu'il s'agit de la race la plus « mesquine » de la galaxie. Sarah Jane a rencontré les Sontarans dans les épisodes The Time Warrior et The Sontaran Experiment. Bea fait aussi mention du Yeti qui est apparu dans la première série de Doctor Who.
- Lorsque Sarah Jane et Mr Smith discutent des fantômes, ils parlent des lieux qui sont hantés par un souvenir résiduel fort, ce qui renvoie à l'épisode de Torchwood Machine fantôme. L'idée de lieux résiduellement hantés est aussi connue sous le nom de « Stone Tape theorie », car elle a été popularisée par l'intermédiaire du téléfilm de 1972 de la BBC The Stone Tape par Nigel Kneale.
- Il est fait mention des gorgones dans l'épisode de Torchwood Chaussures en vrac. La gorgone Méduse apparait d'ailleurs en 1968 dans Doctor Who (The Mind robber)
- Dans un roman dérivé de la série Torchwood, Trace Memory, il est fait allusion à Edgar Nelson-Stanley, le mari de Bea.
- Clyde fait le souhait que dans le futur, son cerveau sera transplanté dans un robot pour qu'il puisse ne jamais vieillir, ce qui renvoie ironiquement aux Cybermen.

## Livre
Il existe une novelisation de cet épisode, commercialisée en Angleterre le 1er novembre 2007.